# Mobile Suit Gundam: Side Story I - Senritsu no Blue
Mobile Suit Gundam: Side Story I - Senritsu no Blue (機動戦士ガンダム外伝Ｉ　戦慄のブルー) est un jeu vidéo de tir au pistolet développé et édité par Bandai en 1996 sur Saturn. C'est une adaptation en jeu vidéo de la série basée sur l'anime Mobile Suit Gundam. C'est le premier épisode d'une série de trois jeux.

## Série
1. Mobile Suit Gundam: Side Story I - Senritsu no Blue
2. Mobile Suit Gundam: Side Story II - Ao Wo Uketsugu Mono : 1996
3. Mobile Suit Gundam: Side Story III - Sabakareshi Mono : 1997
4. Mobile Suit Gundam: Side Story - The Blue Destiny : 1997, compilation des trois épisodes de la série